# Atheist (Band)
Atheist ist eine US-amerikanische Death-Metal-Band aus Sarasota, Florida, die 1984 von Kelly Shaefer und Steve Flynn zunächst unter dem Namen Oblivion gegründet wurde. Später nannte sich die Band R.A.V.A.G.E. (Raging Atheists Vowing A Gory End), schließlich nur noch Atheist.

## Geschichte
Zwischen 1989 und 1993 spielte Atheist drei Alben ein, die dank ihres progressiven Ansatzes ein hohes Ansehen nicht nur in der Heavy-Metal-Szene, sondern auch unter Anhängern des Progressive Rock genießen. Die inzwischen längst vergriffenen Vinyl-Alben bzw. CDs sind begehrte Sammlerstücke. 2005 erschienen die drei Studioalben als Wiederveröffentlichungen mit jeweils einigen Bonustracks (Demo-Aufnahmen & Instrumentals) bei Relapse Records.
Nach Einspielung des ersten Albums starb Roger Patterson bei einem Unfall mit dem Tourbus am 12. Februar 1991 und wurde durch Tony Choy (Cynic, Pestilence) am Bass ersetzt, der bei der Einspielung der beiden Folgealben mitwirkte.
Anfang 2006 reformierte sich die Band und schloss einen Vertrag mit dem Musiklabel Season of Mist ab. Am 3. August 2010 gab die Band offiziell ihre Trennung von Tony Choy bekannt, der auf dem in Europa für den 8. November angekündigten vierten Album Jupiter durch Jonathan Thompson ersetzt wurde.

## Diskografie
- Kill Or Be Killed (Demo) – 1985
- Hell Hath No Mercy (Demo) – 1987
- On We Slay (Demo) – 1987
- Beyond (Demo) – 1988
- Demo (Demo) – 1989
- Piece of Time (Active Records) – 1990
- Unquestionable Presence (Active Records) – 1991
- Elements (Music for Nations) – 1993
- Piece Of Time (Relapse Records Re-Issue) – 2005
- Unquestionable Presence (Relapse Records Re-Issue) – 2005
- Elements (Relapse Records Re-Issue) – 2005
- Atheist Box Set – 2005
- Unquestionable Presence: Live at Wacken (Active Records) – 2009
- Jupiter – 2010
- Elements – 2012